# Stignano
Stignano (Stenàno in greco-calabro) è un comune italiano di 1 138 abitanti della città metropolitana di Reggio Calabria in Calabria.

## Origini del nome
L'etimologia di Stignano è tuttora incerta. Vi sono due possibilità: una derivazione greca da stenòs cioè luogo angusto, stretto o dal gentilizio latino Stenianum possedimento/villa di Stenus/Stenius. In un diploma greco di Giovanni Terista datato 1121 è nominato come Στιννιᾶνον.

## Storia
Nel 1121 Stignano viene indicato come chorion, un villaggio bizantino, ma i beni posseduti dalla famiglia Mantes in questo luogo si attestano già dalla seconda metà del X secolo.
Per un lungo periodo è stato un casale del demanio di Stilo col nome di Steniani.
Stignano diventa comune autonomo il 4 maggio del 1811 durante il periodo francese.
Nel 1605 il piccolo casale di Stignano diede i natali a Francesco Cozza conosciuto per aver contribuito ad abbellire molte fra le chiese e palazzi romani, oltreché lasciare la sua impronta in molte altre città d'Italia.
Alcuni dei suoi capolavori sono conservati nei musei de L'Aquila, Napoli, Roma, Vienna ed Amsterdam.
Pare che fosse cugino, per parte di madre, del filosofo Tommaso Campanella.
Negli anni '60 del XX secolo nasce una disputa sulla natalità di Tommaso Campanella con il comune di Stilo.
Nel 1968 un decreto ministeriale afferma che il filosofo calabrese è effettivamente nato a Stignano che allora apparteneva alla contea di Stilo. Nei pressi del maestoso Palazzo Lamberti si trova ancora intatta la casa di Tommaso Campanella dove, secondo alcune testimonianze, nacque il celebre filosofo.
Qui di seguito i documenti ufficiali relativi al riconoscimento della casa natale di Tommaso Campanella a Stignano da parte del Ministero della Pubblica Istruzione
Nota di trascrizione alla Conservatoria dei Registri Immobiliari
Da settembre 2009 Stignano accoglie l'appello del sindaco di Riace Domenico Lucano di aiutare il sindaco di Lampedusa Dino De Rubeis per l'accoglienza di alcuni migranti in case sfitte.

## Monumenti e luoghi d'interesse
Villa di Scinà o Villa Caristo

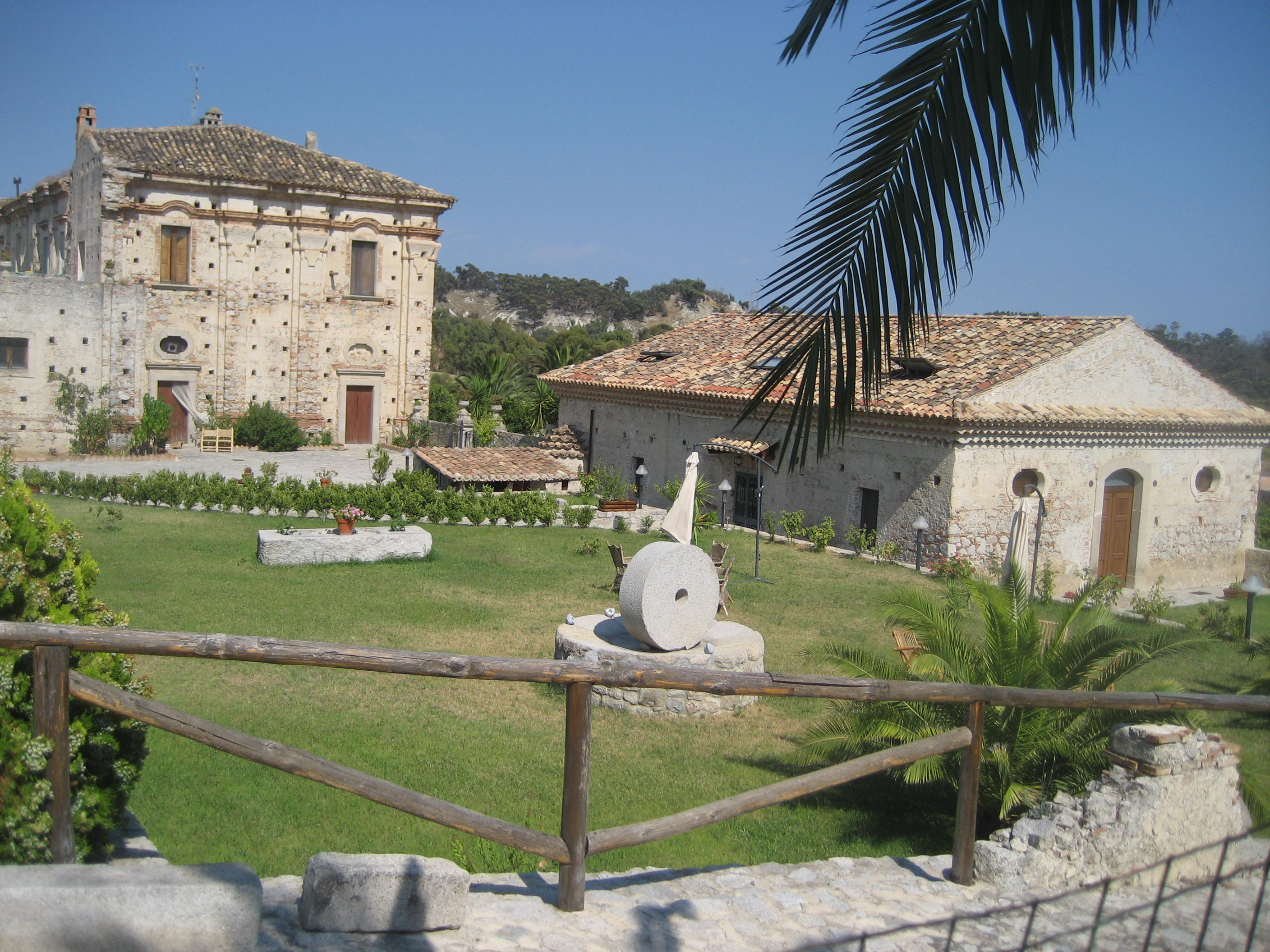
Villa Caristo

Villa di delizie tardo-barocca edificata in località Scinà intorno al 1740 dalla famiglia Lamberti di Stignano aggregata dal 1690 al Sedile dei nobili della città di Stilo. Il pian terreno su lato est dell'edificio ospita una cappella gentilizia con tre altari in stucco e una statua di san Leonardo probabilmente proveniente dalla vecchia chiesa omonima in Stignano non più esistente.
il giardino è abbellito di un scenografico ninfeo con fontane e termina lungo un viale che porta alla fontana in marmo raffigurante due "delfini" . Il gruppo marmoreo di Tancredi e Clorinda domina il prospetto principale ma nel passato tutto il recinto in muratura fu pregevolmente arricchito di stucchi e ospitava statue in marmo a mezzobusto. La villa di Scinà della famiglia Lamberti fu pignorata dai creditori nel 1752 e nel 1761 fu acquistata a un'asta in Napoli dal marchese Lorenzo Clemente di San Luca anche barone della limitrofa Motta Placanica il quale, grazie alla sua particolare sensibilità, ampliò il nucleo centrale originario con due ali laterali. Nell'Ottocento fu ceduta ai marchesi Avati di Polistena ed infine nel 1830 fu acquistata da Francesco Maria Caristo, rampollo emergente della famiglia stignanese. Quest'ultima famiglia che ha dato l'attuale nome alla villa detiene ancora la proprietà. 
Nel 1984 Poste Italiane ha emesso un francobollo con la Villa Caristo.

### Casa Natale Tommaso Campanella

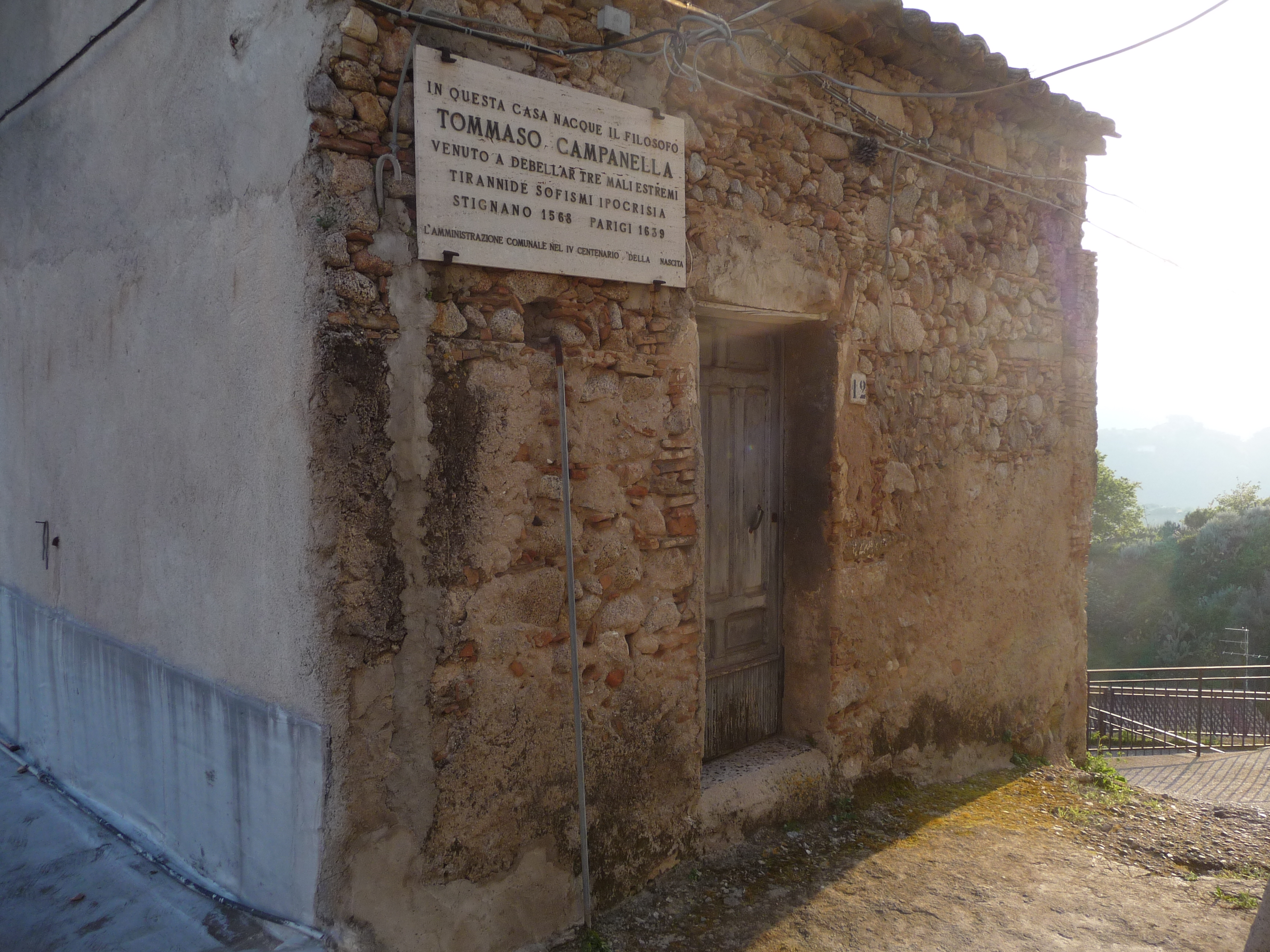
Casa natale Tommaso Campanella - Stignano

Nei pressi del maestoso Palazzo Lamberti si trova ancora intatta la casa di Tommaso Campanella dove, secondo alcune testimonianze, nacque il celebre filosofo.
Convento di Sant'Antonio da Padova (sec. XVII)

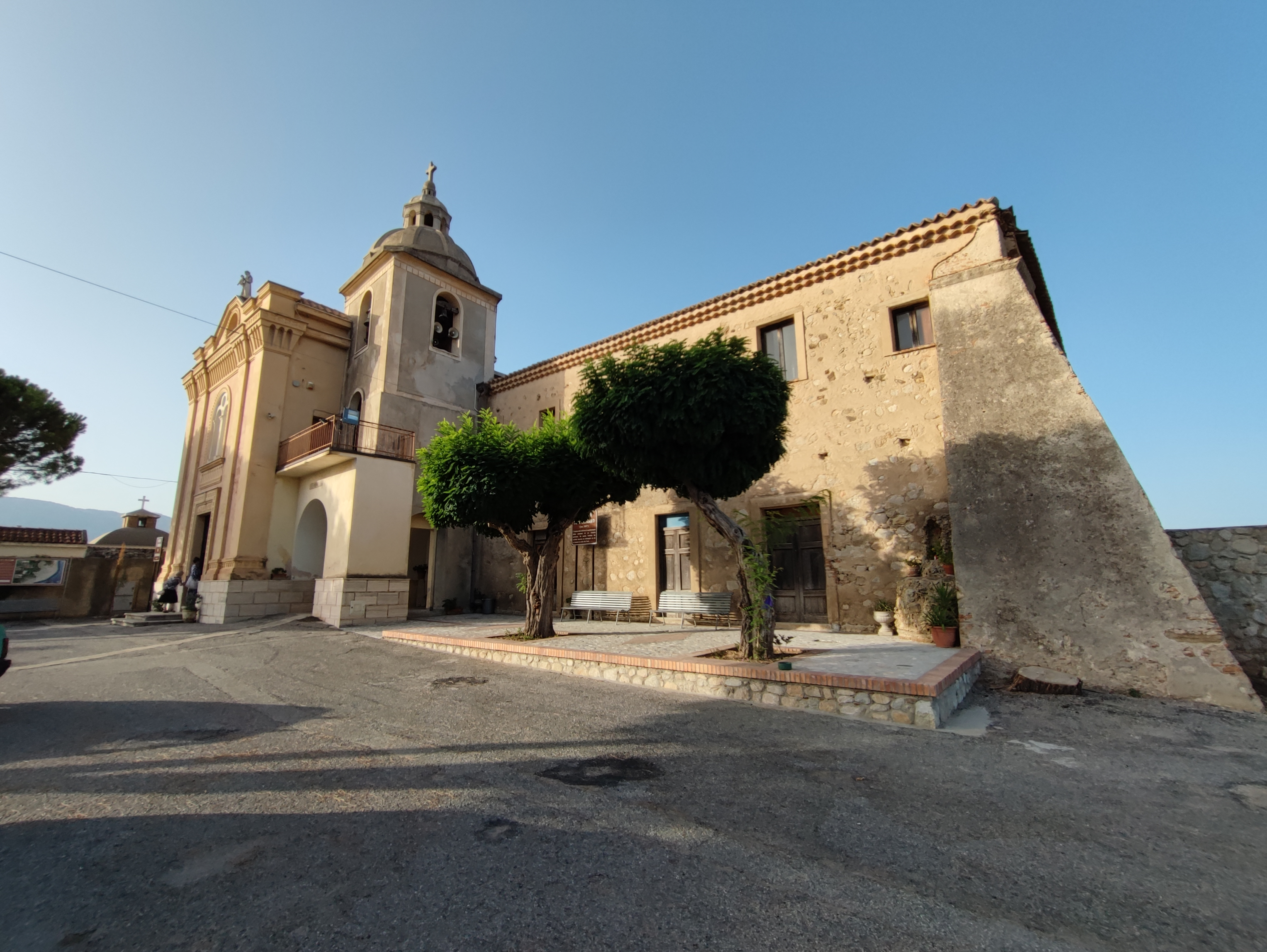
Convento di Sant'Antonio a Stignano 2022

Il monastero fu fondato nel 1618 dai Padri Minori Riformati di San Francesco d'Assisi sotto il titolo di Santa Maria degli Angeli. La chiesa annessa ospitava la cappella di Sant'Antonio da Padova e la cappella gentilizia della famiglia Lamberti dedicata a San Pietro d'Alcantara. Il grande terremoto del 1783 danneggiò leggermente l'edificio ma venne comunque soppresso per ordine della Cassa Sacra. Il convento venne riaperto durante il Decennio francese (1806-1815) sotto il titolo di Sant'Antonio di Padova. La statua del santo, un capolavoro in cartapesta leccese del 1710, da allora fu traslata sull'altare principale. L'altare maggiore e la decorazioni della navata sono stati abbelliti con stucchi decorativi da maestranze locali tra il XIX e il XX secolo. Il chiostro del convento racchiude un piccolo giardino con al centro una cisterna per la raccolta dell'acqua piovana. La facciata della chiesa è stata riconfigurata secondo lo stile architettonico del ventennio fascista.
Castello di San Fili (o Castello Lamberti di San Fili)

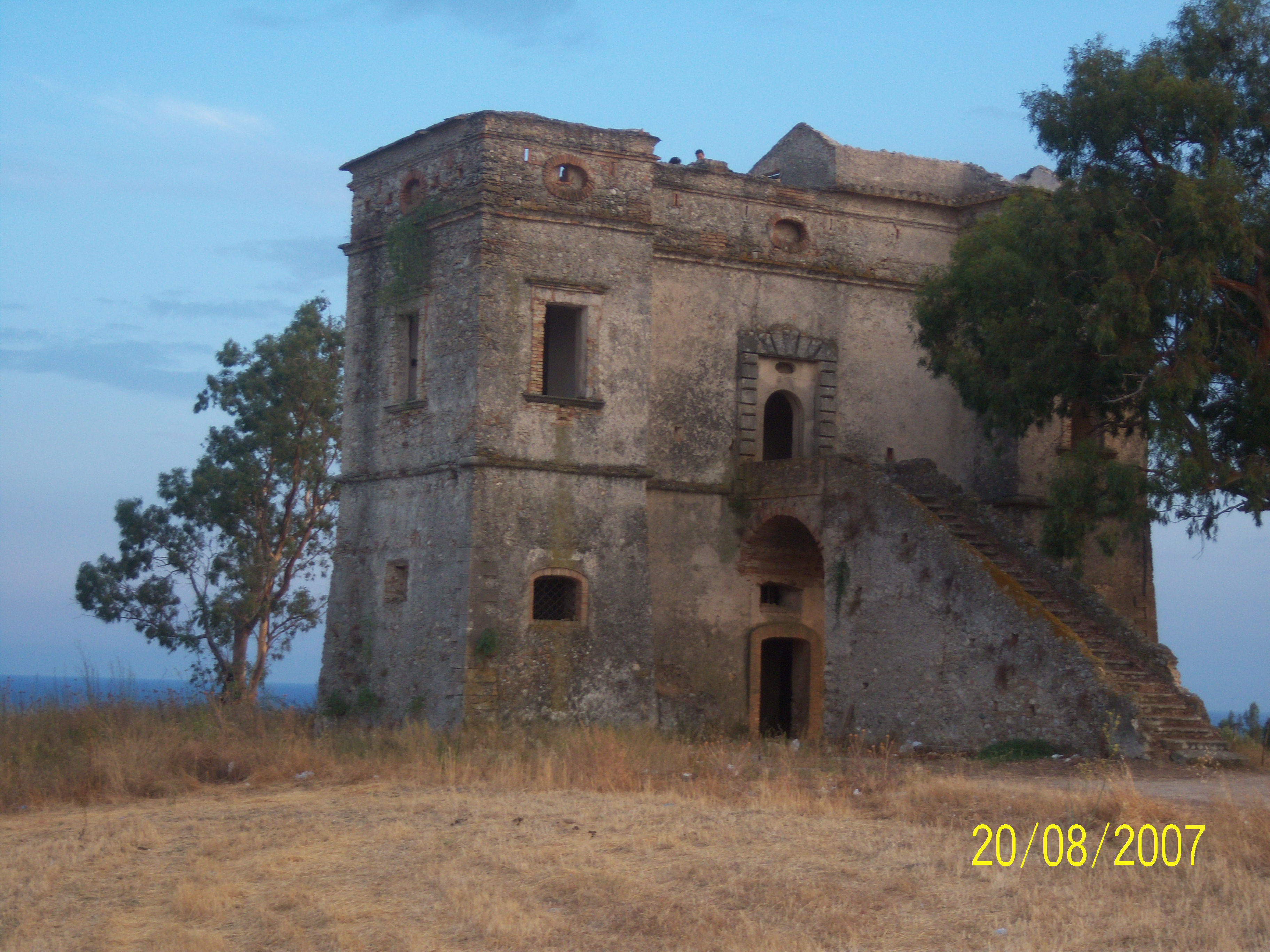
Castello San Fili

È un casino fortificato costruito, tra il 1710 e il 1720, dal capitano e patrizio stilese Giuseppe Lamberti, secondo i canoni dell'architettura militare su un promontorio dello storico suffeudo di San Fili. Pregevole il salone ottagonale del piano nobile e il ponte levatoio di accesso trasformato in seguito in muratura. Nelle vicinanze del castelletto i Lamberti edificarono anche una chiesetta di campagna dedicata a Santa Maria del Carmine. Nella seconda metà del XIX secolo i Lamberti alienarono tutta la proprietà di San Fili a Ponziano Alvaro di Riace. Attualmente il castelletto e la chiesa rurale sono di proprietà del Comune di Stignano .
Torre di San Fili
È una torre di guardia vicereale, adesso semidistrutta, costruita nel XVI secolo, utilizzata per gli avvistamenti delle incursioni della pirateria turca.
Chiesa dell'Immacolata Concezione
All'interno una lapide commemorativa del 1756
Sala del Regno dei Testimoni di Geova.
Sita in Contrada Trivio (Favaco). Dedicata ad ottobre 2022.

## Società

### Evoluzione demografica

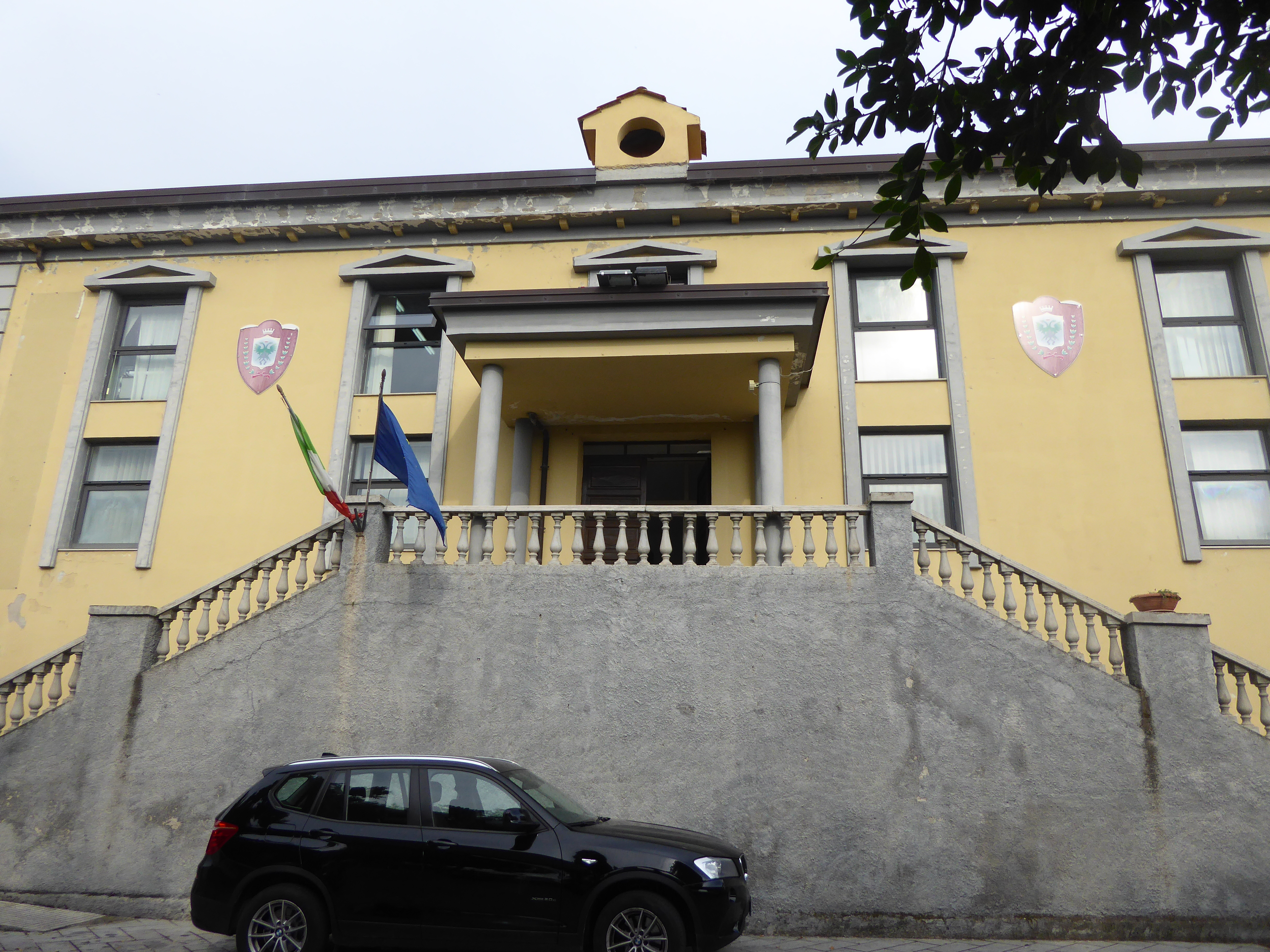
Municipio di Stignano

Abitanti censiti

### Istituzioni, enti e associazioni
- Circolo Culturale Stenianum
- A.S.D. STIGNANO
- Associazione Culturale "In Cammino"

## Cultura

### Cucina

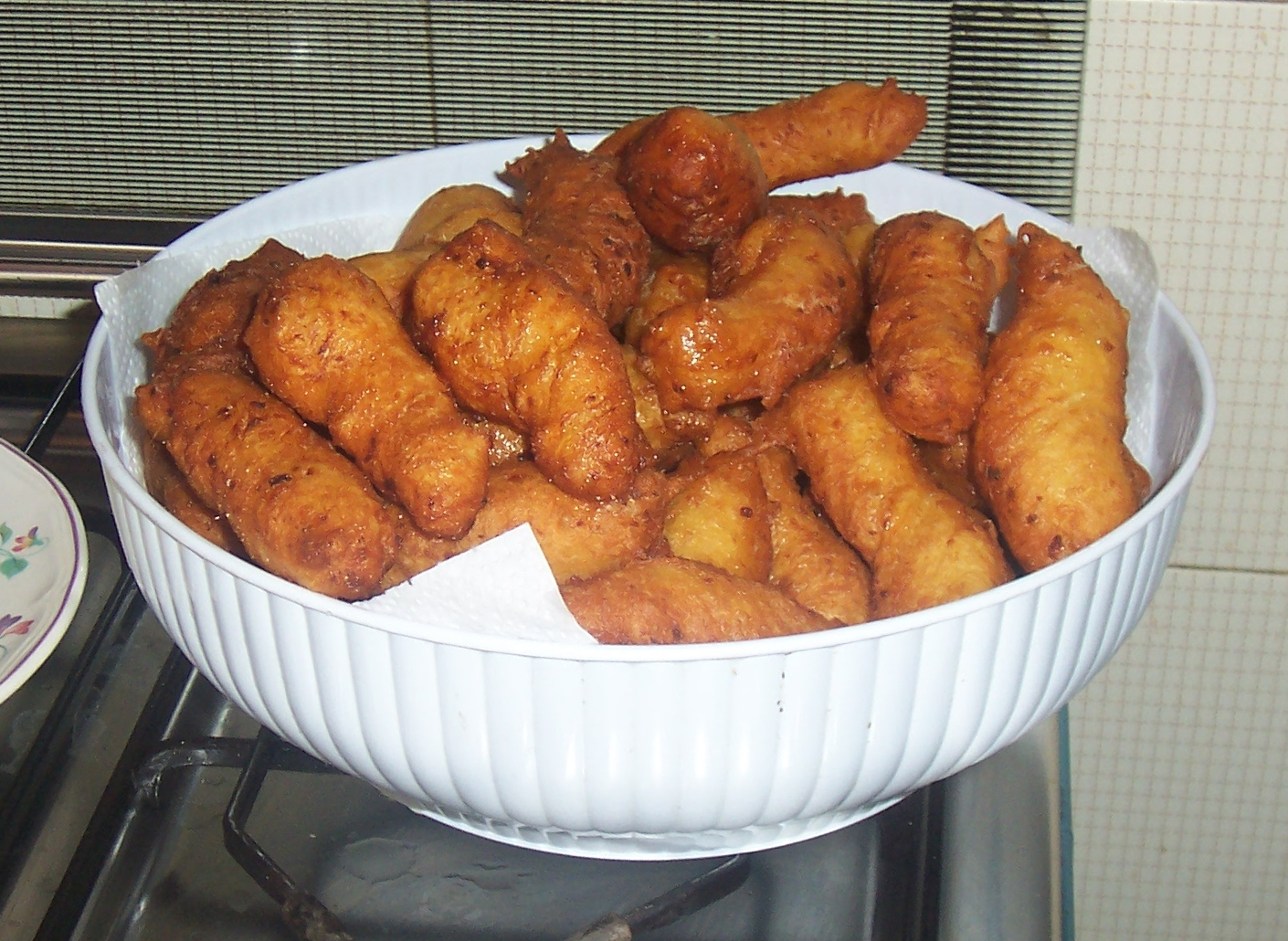
Zippuli

- Pasta e casa cu sugu e crapa (pasta di casa con sugo di capra)
- Favi ca frittula (fave fresche con la cotenna).
- Baccalà frijutu chi pumadora i resta (baccalà fritto con pomodorini)
- Laci (dolci salati)
- Zippuli
- La Frisa (pane biscottato)
- Cuzzupi (biscotto con uovo sodo)
- Pizzi (biscotti ripieni)
- Stomaticu (biscotti con mandorle)
- Pana cu jiuri 'e maiu (pane impastato con fiori di sambuco)

### Eventi
- 13 giugno - Festa Sant'Antonio di Padova
- 24 ottobre - Festa del patrono San Raffaele Arcangelo
- 11-12 agosto - La Festa nei Vicoli dell'Antico Casale
- 16 agosto - Festa San Rocco

## Geografia antropica

### Frazioni
Le frazioni di Stignano sono: Colture, Favaco, Sala, Scinà (Greco-Calabro: Skinià), Stignano Mare.

## Amministrazione
| Periodo        | Periodo        | Primo cittadino     | Partito                         | Carica  | Note |
| -------------- | -------------- | ------------------- | ------------------------------- | ------- | ---- |
| 23 aprile 1995 | 13 giugno 1999 | Francesco Candia    | lista civica di centro-sinistra | sindaco |      |
| 13 giugno 1999 | 13 giugno 2004 | Francesco Candia    | Partito Popolare Italiano       | sindaco |      |
| 13 giugno 2004 | 7 giugno 2009  | Pier Domenico Sasso | lista civica indipendente       | sindaco |      |
| 7 giugno 2009  | 25 maggio 2014 | Francesco Candia    | lista civica                    | sindaco |      |
| 25 maggio 2014 | 26 maggio 2019 | Francesco Candia    | lista civica Stignano al centro | sindaco |      |
| 26 maggio 2019 | in carica      | Giuseppe Trono      | lista civica Pro Stignano       | sindaco |      |